# Chiesa cattolica in Thailandia
La Chiesa cattolica in Thailandia è parte della Chiesa Cattolica universale, sotto la guida spirituale del Papa e della Santa Sede.
Il Paese è diviso in 9 diocesi e 2 arcidiocesi.

## Organizzazione ecclesiastica
La Chiesa cattolica è presente nel Paese con due province ecclesiastiche:
- la provincia ecclesiastica di Bangkok che comprende le diocesi di Chanthaburi, Chiang Mai, Chiang Rai, Nakhon Sawan, Ratchaburi e Surat Thani;
- la provincia ecclesiastica di Thare e Nonseng che comprende le diocesi di Nakhon Ratchasima, Ubon Ratchathani e Udon Thani.

## Nunziatura apostolica
La delegazione apostolica di Thailandia è istituita il 24 agosto 1957 con il breve Expedit et Romanorum di papa Pio XII, ricavandone il territorio dalla delegazione apostolica dell'Indocina. Il 27 novembre dello stesso anno assume il nome di delegazione apostolica della Thailandia e della Penisola Malacca. In seguito cambia nome altre due volte, per l'estensione della sua giurisdizione su Laos prima e Singapore poi (13 novembre 1967), fino ad assumere il nome di delegazione apostolica di Thailandia, Laos, Malacca e Singapore.
La nunziatura apostolica in Thailandia è stata istituita il 25 aprile 1969 con il breve Instans illa di papa Paolo VI. Contestualmente la delegazione apostolica di Thailandia, Laos, Malacca e Singapore ha assunto il nuovo nome di delegazione apostolica di Laos, Malacca e Singapore.

### Delegati apostolici
- John Gordon † (10 febbraio 1962 - 1965 nominato delegato apostolico in Sudafrica)
- Angelo Pedroni † (7 aprile 1965 - 1967  nominato officiale della Segreteria di Stato della Santa Sede)
- Jean Jadot † (23 febbraio 1968 - 28 agosto 1969 nominato pro-nunzio apostolico)

### Nunzi apostolici
- Jean Jadot † (28 agosto 1969 - 15 maggio 1971 nominato pro-nunzio apostolico in Camerun e in Gabon e delegato apostolico in Guinea Equatoriale)
- Giovanni Moretti † (9 settembre 1971 - 13 marzo 1978 nominato pro-nunzio apostolico in Sudan e delegato apostolico nella Regione del Mar Rosso)
- Silvio Luoni † (15 maggio 1978 - 1980 ritirato)
- Renato Raffaele Martino † (14 settembre 1980 - 3 dicembre 1986 nominato osservatore permanente presso le Nazioni Unite)
- Alberto Tricarico † (28 febbraio 1987 - 26 luglio 1993 ritirato)
- Luigi Bressan (26 luglio 1993 - 25 marzo 1999 nominato arcivescovo di Trento)
- Adriano Bernardini (24 luglio 1999 - 26 aprile 2003 nominato nunzio apostolico in Argentina)
- Salvatore Pennacchio (20 settembre 2003 - 8 maggio 2010 nominato nunzio apostolico in India e in Nepal)
- Giovanni d'Aniello (22 settembre 2010 - 10 febbraio 2012 nominato nunzio apostolico in Brasile)
- Paul Tschang In-nam (4 agosto 2012 - 16 luglio 2022 nominato nunzio apostolico nei Paesi Bassi)
- Peter Bryan Wells, dall'8 febbraio 2023

## Conferenza episcopale
Elenco dei Presidenti della Conferenza dei vescovi della Thailandia:
- Vescovo Claude-Philippe Bayet, M.E.P. (1964 - 1970)
- Arcivescovo Joseph Khiamsun Nittayo (1970 - 1973)
- Vescovo Robert Ratna Bamrungtrakul (1973 - 1979)
- Arcivescovo Michael Michai Kitbunchu (1979 - 1982)
- Vescovo Joseph Banchong Aribarg (1982 - 1985)
- Cardinale Michael Michai Kitbunchu (1985 - 1991)
- Vescovo George Yod Phimphisan, C.SS.R. (1991 - 1994)
- Cardinale Michael Michai Kitbunchu (1994 - 1997)
- Vescovo George Yod Phimphisan, C.SS.R. (1997 - 2000)
- Cardinale Michael Michai Kitbunchu (2000 - 2006)
- Vescovo George Yod Phimphisan, C.SS.R. (2006 - ottobre 2009)
- Arcivescovo Louis Chamniern Santisukniram (ottobre 2009 - 2015)
- Cardinale Francis Xavier Kriengsak Kovithavanij (2015 - 2021)
- Vescovo Joseph Chusak Sirisut, dal 1º ottobre 2021

Elenco dei Vicepresidenti della Conferenza dei vescovi della Thailandia:
- Cardinale Francis Xavier Kriengsak Kovithavanij (ottobre 2009 - 2015)
- Vescovo Joseph Prathan Sridarunsil, S.D.B. (2015 - 1º ottobre 2021)
- Arcivescovo Anthony Weradet Chaiseri, dal 1º ottobre 2021

Elenco dei Segretari generali della Conferenza dei vescovi della Thailandia:
- Vescovo Joseph Chusak Sirisut (ottobre 2009 - 2018)
- Arcivescovo Francis Xavier Vira Arpondratana, dal 2018